# Ирски плес
Ирски плес је традиционална плесна форма пореклом из Ирске, која може бити подељена на социјални плес и плесне перформансе. Ирски плес представља национални фолклор ове земље. У 20. веку ирски плес доживљава светску популарност. На Песми Евровизије 1994. године у Даблину, је први пут представљен плесни састав Риверденс.

## Историја ирског плеса
Први почеци ирског плеса везани су за паганске друидске ритуале. Током историје, мењали су како намену, тако и форму.
Током 12. века британске власти забрањивале су јавно извођење музике и плеса, и одатле потиче једно од објашњења за карактеристично круто држање горњег дела тела током игре.
Нешто касније, у 16. и 17. веку ирски плес излази из илегале и људи почињу да се окупљају на раскршћима како би се надметали у плесу и музици. У 17. веку почињу да оперишу путујући Мајстори плеса, који иду од места до места и подучавају плесу. Ствар престижа је било имати сталног Мајстора у свом месту, а и сами учитељи су се међусобно надметали за положај локалног Мајстора. Како су се надметања често отимала контроли, у 19. веку основана је институција чија је једина делатност била утврђивање и спровођење правила у подучавању, такмичењу и суђењу у ирском плесу.

## Ирски плес код нас
Од 2012. године у Србији постоје две школе ирског плеса, Келтик Ритам (Celtic Rhythm) и Еринс Фидл (Erin's Fiddle). Обе школе су међународно признате од стране An Coimisiún le Rincí Gaelacha - Ирске плесне асоцијације - имају лиценциране учитеље и учествују на међународним такмичењима.